# POSIX Threads
POSIX Threads — стандарт POSIX-реализации потоков (нитей) выполнения. Стандарт POSIX.1c, Threads extensions (IEEE Std 1003.1c-1995) определяет API для управления потоками, их синхронизации и планирования.
Реализации данного API существуют для большого числа UNIX-подобных ОС (GNU/Linux, Solaris, FreeBSD, OpenBSD, NetBSD, OS X), а также для Microsoft Windows и других ОС.
Библиотеки, реализующие этот стандарт (и функции этого стандарта), обычно называются Pthreads (функции имеют приставку «pthread_»).

## Основные функции стандарта
Pthreads определяет набор типов и функций на языке программирования Си. Заголовочный файл — pthread.h.
- Типы данных:
  - pthread_t: дескриптор потока;
  - pthread_attr_t: перечень атрибутов потока;
  - pthread_barrier_t: барьер;
  - pthread_barrierattr_t: атрибуты барьера;
  - pthread_cond_t: условная переменная;
  - pthread_condattr_t: атрибуты условной переменной;
  - pthread_key_t: данные, специфичные для потока;
  - pthread_mutex_t: мьютекс;
  - pthread_mutexattr_t: атрибуты мьютекса;
  - pthread_rwlock_t: мьютекс с возможностью эксклюзивной блокировки;
  - pthread_rwlockattr_t: атрибуты этого мьютекса;
  - pthread_spinlock_t: спинлок;
- Функции управления потоками:
  - pthread_create(): создание потока.
  - pthread_exit(): завершение потока (должна вызываться функцией потока при завершении).
  - pthread_cancel(): отмена потока.
  - pthread_join(): подключиться к другому потоку и ожидать его завершения; поток, к которому необходимо подключиться, должен быть создан с возможностью подключения (PTHREAD_CREATE_JOINABLE).
  - pthread_detach(): отключиться от потока, сделав его при этом отдельным (PTHREAD_CREATE_DETACHED).
  - pthread_attr_init(): инициализировать структуру атрибутов потока.
  - pthread_attr_setdetachstate(): указывает параметр "отделимости" потока (detach state), который говорит о возможности подключения к нему (при помощи pthread_join) других потоков (значение PTHREAD_CREATE_JOINABLE) для ожидания окончания или о запрете подключения (значение PTHREAD_CREATE_DETACHED); ресурсы отдельного потока (PTHREAD_CREATE_DETACHED) при завершении автоматически освобождаются и возвращаются системе.
  - pthread_attr_destroy(): освободить память от структуры атрибутов потока (уничтожить дескриптор).
- Функции синхронизации потоков:
  - pthread_mutex_init(), pthread_mutex_destroy(), pthread_mutex_lock(), pthread_mutex_trylock(), pthread_mutex_unlock(): с помощью мьютексов.
  - pthread_cond_init(), pthread_cond_signal(), pthread_cond_wait(): с помощью условных переменных.

## Пример
Пример использования потоков на языке C:
```
#include
 
<stdio.h>

#include
 
<stdlib.h>

#include
 
<time.h>

#include
 
<pthread.h>

void
 
wait_thread
 
(
void
);

void
*
 
thread_func
 
(
void
*
);

int
 
main
 
(
int
 
argc
,
 
char
 
*
argv
[],
 
char
 
*
envp
[])
 
{

    
pthread_t
 
thread
;

    
if
 
(
pthread_create
(
&
thread
,
NULL
,
thread_func
,
NULL
))
 
return
 
EXIT_FAILURE
;

    
for
 
(
unsigned
 
int
 
i
 
=
 
0
;
 
i
 
<
 
20
;
 
i
++
)
 
{

        
puts
(
"a"
);

        
wait_thread
();

    
}

    
if
 
(
pthread_join
(
thread
,
NULL
))
 
return
 
EXIT_FAILURE
;

    
return
 
EXIT_SUCCESS
;

}

void
 
wait_thread
 
(
void
)
 
{

    
time_t
 
start_time
 
=
 
time
(
NULL
);

    
while
(
time
(
NULL
)
 
==
 
start_time
)
 
{}

}

void
*
 
thread_func
 
(
void
*
 
vptr_args
)
 
{

    
for
 
(
unsigned
 
int
 
i
 
=
 
0
;
 
i
 
<
 
20
;
 
i
++
)
 
{

        
fputs
(
"b
\n
"
,
stderr
);

        
wait_thread
();

    
}

    
return
 
NULL
;

}

```

Пример использования потоков на языке C++:
```
#include
 
<cstdlib>

#include
 
<iostream>

#include
 
<memory>

#include
 
<unistd.h>

#include
 
<pthread.h>

    

class
 
Thread
 
{

public
:

    
int
 
start
 
()
 
{

        
return
 
pthread_create
(
 
&
_ThreadId
,
 
nullptr
,
 
Thread
::
thread_func
,
 
this
 
);

    
}

    
int
 
wait
 
()
 
{

        
return
 
pthread_join
(
 
_ThreadId
,
 
nullptr
 
);

    
}

protected
:

    
Thread
()
 
=
 
default
;

    
Thread
(
const
 
Thread
&
);

    
virtual
 
~
Thread
 
()
 
=
 
default
;

    
virtual
 
void
 
run
 
()
 
=
 
0
;

    
static
 
void
*
 
thread_func
(
void
*
 
d
)
 
{

        
(
static_cast
 
<
Thread
*>
(
d
))
->
run
();

        
return
 
nullptr
;

    
}

private
:

    
pthread_t
 
_ThreadId
;

};

class
 
TestingThread
 
:
 
public
 
Thread
 
{

public
:

    
TestingThread
 
(
const
 
char
*
 
pcszText
)
 
:
 
_pcszText
(
 
pcszText
 
)
 
{}

    
virtual
 
void
 
run
 
()
 
{

        
for
 
(
unsigned
 
int
 
i
 
=
 
0
;
 
i
 
<
 
20
;
 
i
++
,
 
usleep
(
1000
))
 
std
::
cout
 
<<
 
_pcszText
 
<<
 
std
::
endl
;

    
}

protected
:

    
const
 
char
*
 
_pcszText
;

};

int
 
main
 
(
int
 
argc
,
 
char
 
*
argv
[],
 
char
 
*
envp
[])
 
{

    
TestingThread
 
ThreadA
(
"a"
);

    
TestingThread
 
ThreadB
(
"b"
);

    
return
 
ThreadA
.
start
()
 
||
 
ThreadB
.
start
()
 
||
 
ThreadA
.
wait
()
 
||
 
ThreadB
.
wait
()
 
?
 
EXIT_FAILURE
 
:
 
EXIT_SUCCESS
;

}

```

Представленные программы используют два потока, печатающих в консоль сообщения, один, печатающий 'a', второй — 'b'. Вывод сообщений смешивается в результате переключения выполнения между потоками или одновременном выполнении на мультипроцессорных системах.
Отличие состоит в том, что программа на C создаёт один новый поток для печати 'b', а основной поток печатает 'a'. Основной поток (после печати 'aaaaa….') ждёт завершения дочернего потока.
Программа на C++ создаёт два новых потока, один печатает 'a', второй, соответственно, — 'b'. Основной поток ждёт завершения обоих дочерних потоков.